# Tylöskog

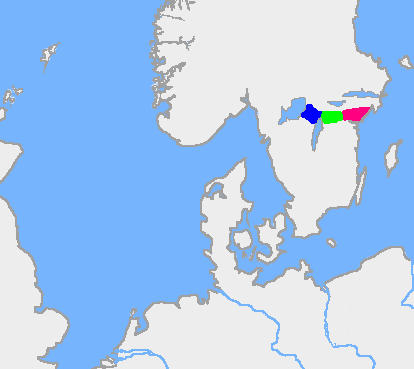
Kaart van de bossen met het Kolmården in het rood, Tylöskog is groen en Tiveden is blauw.

Tylöskog is een diep en uitgestrekt bosgebied tussen de agrarische vlaktes van de provincies van Närke en Östergötland in het zuidoosten van Zweden. Samen met Tiveden in het westen en Kolmården in het oosten, het beroemde vormde de door oorlog verscheurde grens tussen de Zweden in Svealand en Gauten in Götaland tijdens de vorming van het Zweedse volk in de 13e eeuw. De naam is afgeleid van Tylö, een kleine plaats in het bos (het achtervoegsel skog betekent bos in het Zweeds).